# 提賽德大學
提賽德大學 是一座位於英國米德爾斯堡的大學。屬於新大學。
該大學曾七次贏得英國國家教學獎。

## 歷史
其歷史最早可追溯到1844年創立的力學研究所（Mechanics' Institute），而大學建造提議則可追溯至1914年， 然而當地造船業資本家資助了四萬英鎊之後，進程依舊緩慢。1922年成立理事會，1924年康斯坦丁家族捐款八萬鎊。其工程學院大樓建築由倫敦建築師Graham R. Dawbarn設計建造。
1930年7月2日開學的Constantine Technical College是該校的正式前身。1960年代之前受政治影響擴建緩慢。
1970年代與Teesside College of Education合併，後稱Teesside Polytechnic，1992年6月10日改稱University of Teessidecame，成為剛剛成立的新大學之一。2009年改現名，并更換校徽。整個更名計劃花費二萬英鎊。而當時其他的候選校名還有“Middlesbrough University”及“Tees Valley University”。

## 院系
- 藝術與創意產業學院（School of Arts & Creative Industries）
- 計算機、工程與數字學院（School of Computing, Engineering & Digital Technologies）
- 健康與生命科學學院（School of Health & Life Sciences）
- 社會科學人文與法學院（School of Social Sciences, Humanities & Law）

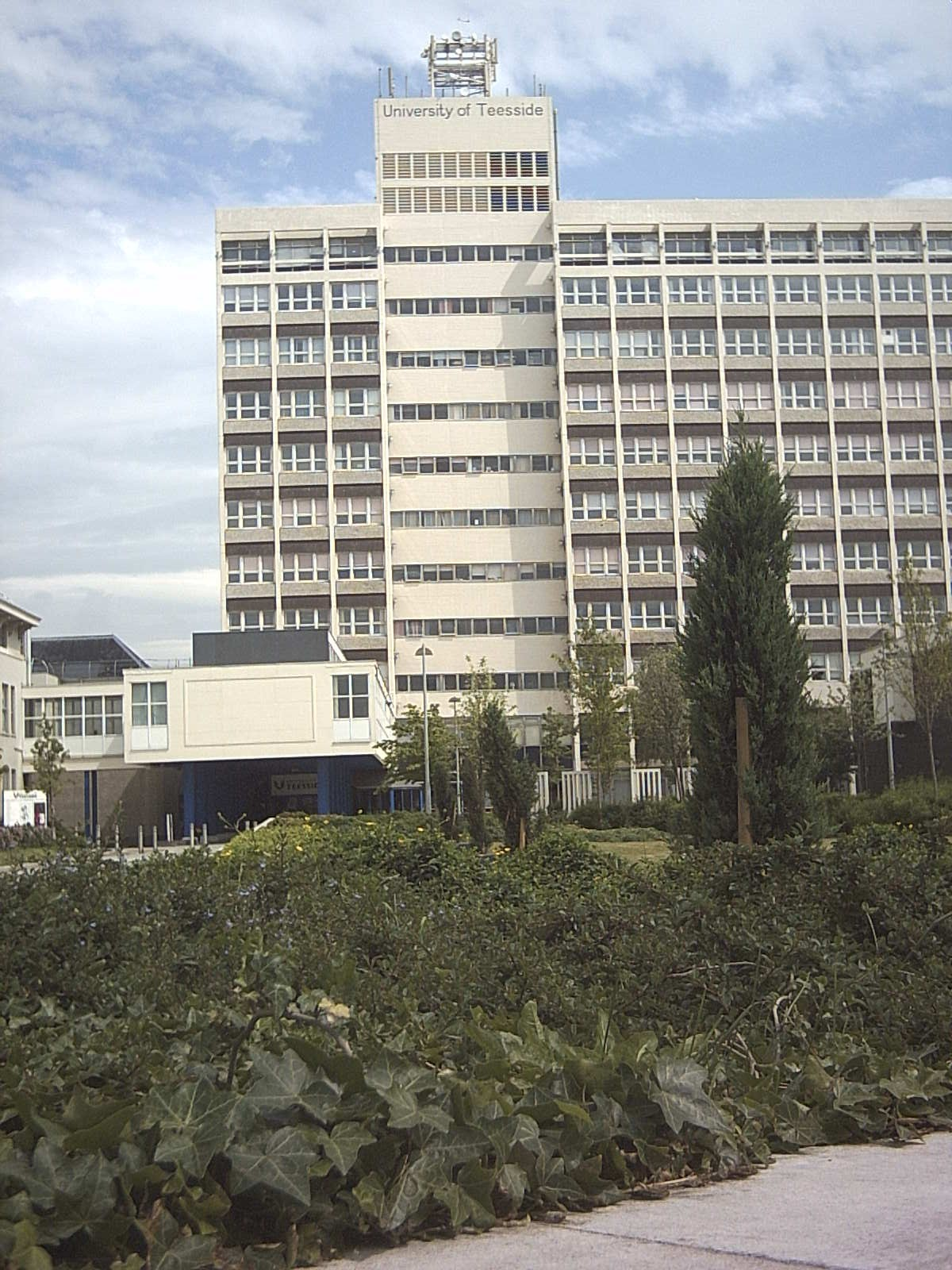
Middlesbrough Tower

- 提賽德大學國際商學院（Teesside University International Business School）

## 外部連結
- Teesside University （页面存档备份，存于）
- Teesside University Students' Union （页面存档备份，存于）

54°34′20″N 1°14′06″W / 54.57220°N 1.23491°W